# ملفين إنغرام
ملفين إنغرام (بالإنجليزية: Melvin Ingram)‏ هو لاعب كرة قدم أمريكية أمريكي، ولد في 26 أبريل 1989 في هاملت في الولايات المتحدة.

## وصلات خارجية
- ملفين إنغرام على موقع إي إس بي إن.كوم (أن.أف.أل)3
- ملفين إنغرام على موقع مرجع كرة القدم المحترفة.كوم (الإنجليزية)